# Fazıl
Fazıl ist ein türkischer männlicher Vorname arabischer Herkunft mit der Bedeutung „tugendhaft, moralisch gefestigt“.

## Namensträger

### Osmanische Zeit
- Enderunlu Fazıl (~1757–1810), osmanischer Dichter und Satiriker

#### Herrscher
- Köprülü Fâzıl Ahmed Pascha (1635–1676), Großwesir des Osmanischen Reichs
- Köprülü Fazıl Mustafa Pascha (1637–1691), Großwesir des Osmanischen Reichs

### Vorname
- Fazıl Aysu (1912–2013), türkischer Architekt und Möbeldesigner
- Fazıl Hüsnü Dağlarca (1914–2008), türkischer Dichter
- Necip Fazıl Kısakürek (1905–1983), türkischer Schriftsteller, Dichter und Philosoph
- Fazıl Küçük (1906–1984), Vizepräsident der Republik Zypern
- Fazıl Say (* 1970), türkischer Pianist und Komponist

## Weiteres
- Fazil, Originaltitel des US-amerikanischen Films Hinter Haremsmauern aus dem Jahr 1928
- Fazıl Say – Alla Turca, deutsch-türkischer Musikfilm aus dem Jahr 2005